# آتسوشی زایزن
آتسوشی زایزن (انگلیسی: Atsushi Zaizen؛ زادهٔ ۲۶ ژوئن ۱۹۹۹) بازیکن فوتبال اهل ژاپن است.
از باشگاه‌هایی که در آن بازی کرده‌است می‌توان به باشگاه فوتبال کیوتو سانگا اشاره کرد.